# Eleição senatorial da França em 2008

Bandeira francesa

As Eleições no senado da França em 2008 foram realizadas em 21 de setembro. Nesta eleição, o Senado do país acrescentou 12 integrantes à sua bancada, passando de 331 para 343. As possessões francesas de Saint Barthélemy e São Martin elegeram senadores pela primeira vez em seu novo sistema eleitoral, que institui um mandato de 6 anos, sendo anteriormente de 9 anos.

## Resultados
A esquerda registou um aumento no Senado, porém a câmara alta do Parlamento francês, continua ancorado à direita. Perto de 50.000 "grandes eleitores" - conselheiros municipais, regionais, gerais e deputados - foram chamados a eleger 114 senadores para um mandato de seis anos. Uma parte dos senadores em causa é eleita por escrutínio maioritário em duas voltas (74 lugares) e uma outra por proporcional (40).